# Cantó de Peiralèu
El cantó de Peiralèu és un cantó francès del departament de l'Avairon, situat al districte de Millau. Té 7 municipis i el cap cantonal és Peiralèu.

## Municipis
- La Cressa
- Mostuèjols
- Peiralèu
- Ribièira de Tarn
- La Ròca
- Sent Andriu de Vesinas
- Vairau

## Història
| Data d'elecció                           | Identitat          | Partit        | Qualitat |
| ---------------------------------------- | ------------------ | ------------- | -------- |
| 1988-2001                                | Pierre Bloy        | PS            |          |
| 2001-                                    | Danièle Vergonnier | Divers droite |          |
| les dades anteriors no són pas conegudes |                    |               |          |
|                                          |                    |               |          |

## Demografia
| 1962  | 1968  | 1975  | 1982  | 1990  | 1999  | 2006  |
| ----- | ----- | ----- | ----- | ----- | ----- | ----- |
| 1.422 | 1.680 | 1.569 | 1.681 | 1.730 | 1.966 | 2.120 |